# Blåbärskaktus
Blåbärskaktus (Myrtillocactus geometrizans) är en suckulent växt inom blåbärskaktussläktet (Myrtillocactus) och familjen kaktusar. 

## Beskrivning

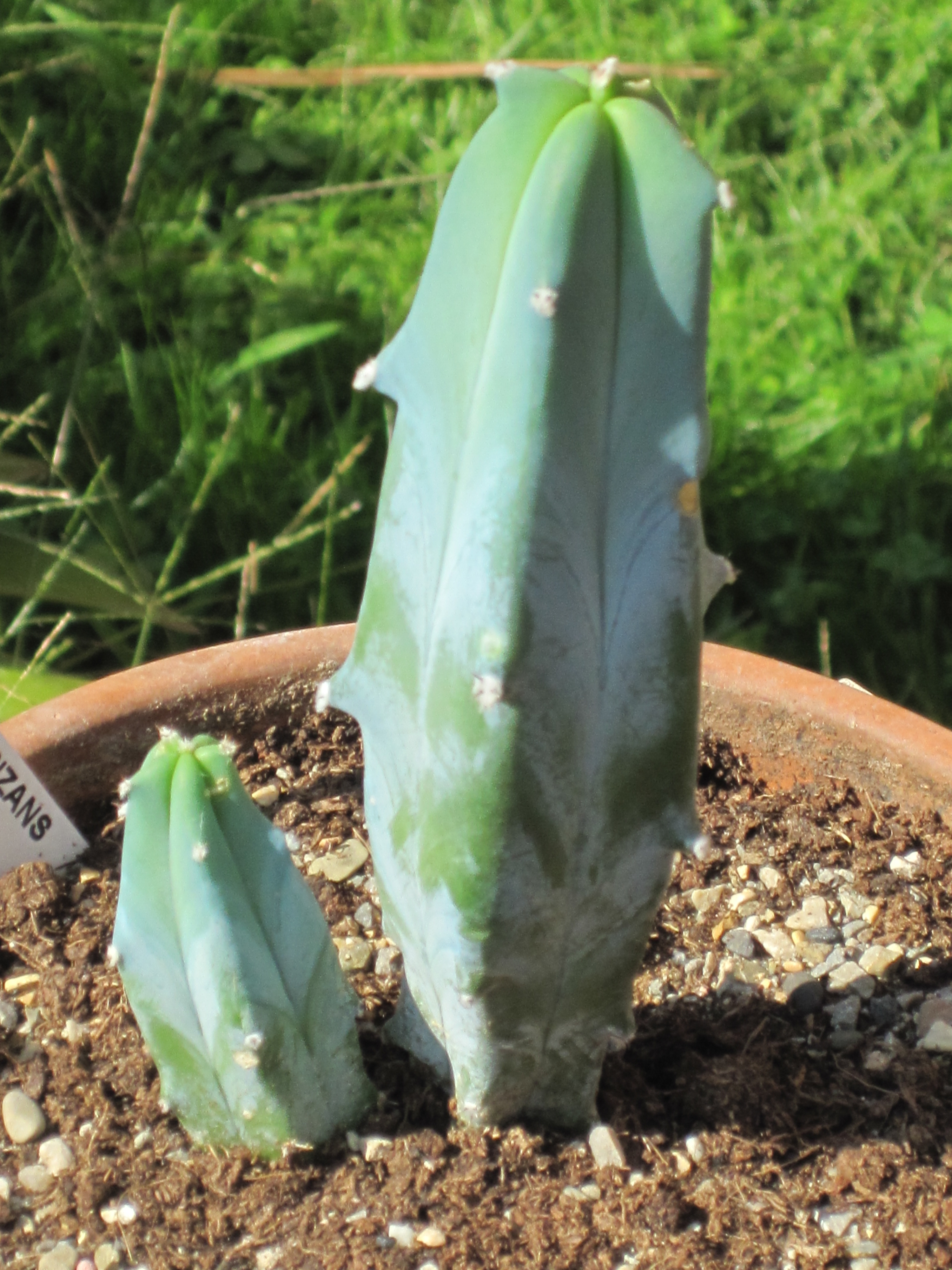
Myrtillocactus geometrizans

Blåbärskaktusar är storväxta kaktusar och rikt grenade. De påminner på många sätt om de upprättväxande Cereus. De blir däremot sällan högre än 4,5 meter och diametern kan bli cirka 10 centimeter. De har tydliga åsar, men inte så skarpt markerade som hos Cereus. Alla har en klart blågrön färg på stammen och hos vissa arter är den blådaggig. I regel är åsarna fem till sex i antalet och areolerna sitter i normala fall med ett mellanrum på 2 - 2,5 centimeter, beroende på art. Hos blåbärskatusen sitter de ganska långt ifrån varandra. De radiärtaggarna är fem till åtta stycken och kraftiga, men längden är mindre än 1,3 centimeter. De sitter spridda och är bruna eller svarta. Den enda centraltaggen är till och med kraftigare än radiärerna och står rakt ut från plantan. Den kan bli 2,5 centimeter lång och har samma färg som de radiära taggarna. Blommorna kommer ofta i klasar från areolerna på den övre delen av stammarna. Hos stora plantor är blommorna ganska små, sällan mer än 2,5 centimeter långa. De är trattformade och slår ut helt under natten och doftar mycket. Blommorna är vita till vitrosa. Frukterna är små, nästan klotformade och blålila då de är mogna. Frukten är ätlig och anses smaka gott.
Det vetenskapliga namnet Myrtillocactus är sammansatt av grekiskans myrtilli’nus som betyder blåbärslik och cactus som just betyder kaktus. 

## Taxonomi
Synonymer:
- Cereus geometrizans Martius 1837
- Cereus pugioniferus Lemaire 1838
- Myrtillocactus pugionifer (Lem.) A.Berger 1929
- Myrtillocactus grandiareolatus Bravo 1932

## Odling
Unga plantor av blåbärskaktus som är förökade med frö är nästan helt tagglösa under de första åren. De används ofta som ympunderlag eftersom de växer snabbt och är lätta att handskas med. Den enda stötestenen är att det, oberoende av vad man ympar på den, krävs en minimitemperatur på 10°C eller högre vintertid.
Myrtillocactus är lika lätta att odla som någon Cereus eller Echinopsis. De klarar sig med vilken acceptabel jord som helst och kräver mycket vatten från vår till höst. Vintertid kräver de lite annorlunda behandling. De får lätt fläckar om temperaturen skulle bli för låg. Risken för sådana fläckar är speciellt stor vid hör luftfuktihet. Idealisk minimitemperatur under vintern är 10°C vilket inte bör ge upphov till några fula märken på plantorna, som bör hållas helt torra. Om man odlar dem i boningsrum där temperaturen aldrig går under 16°C, måste de vattnas då och då, även under vintern, för att de inte ska skrumpna ihop. För att behålla den vackra blå färgen på växtkroppen behöver de så mycket ljus som möjligt. 

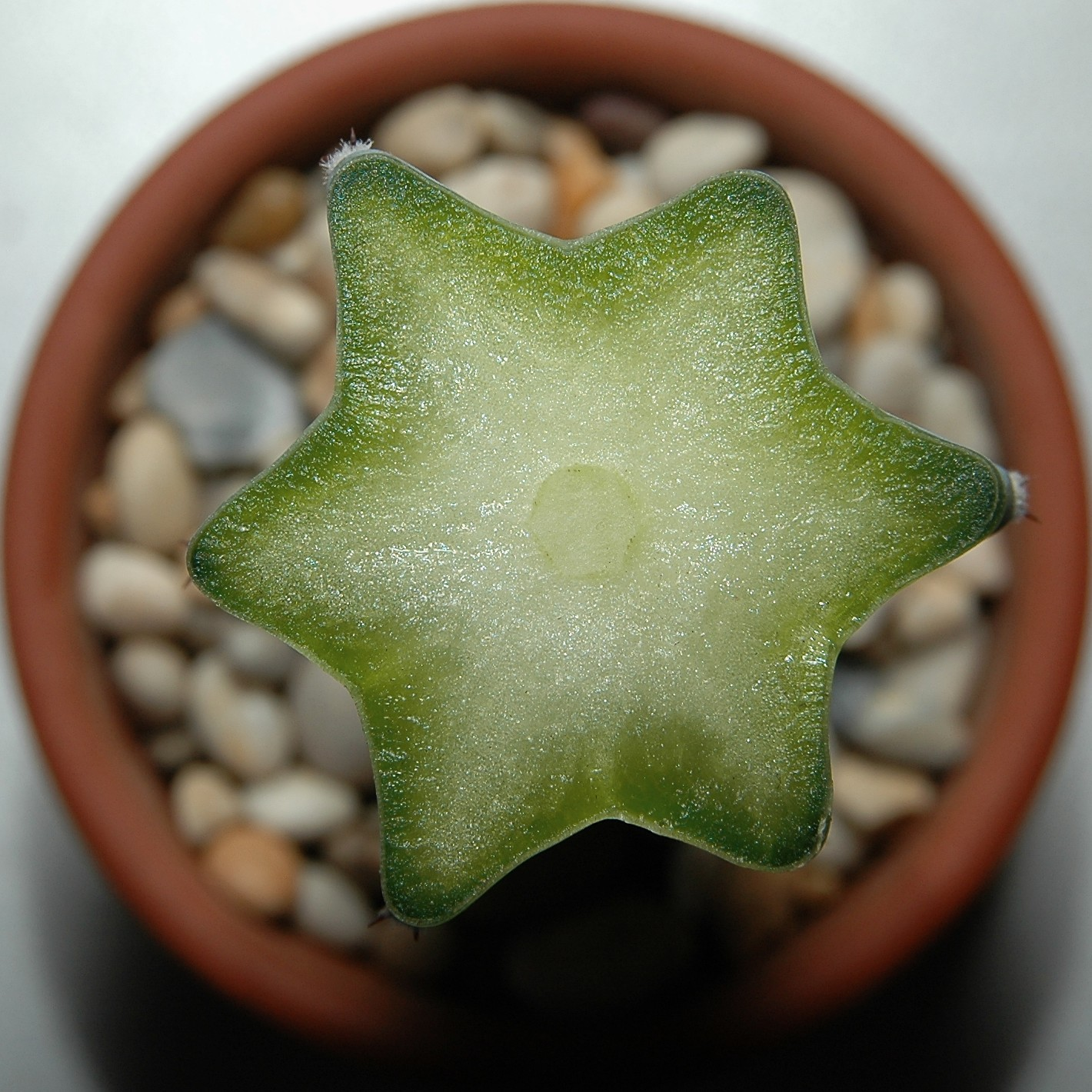
Tvärsnitt av en blåbärskaktus.
Foto: Christer Johansson